# Opitz
Opitz ist ein Familienname, der aus den Rufnamen Albrecht oder Adalbert entstanden ist. Namenspatron hierfür ist der Märtyrer Adalbert (gest. vor 1000). Namensvariante sind die Familiennamen Opel, Oppel und Oppitz.

## Namensträger

### A
- Alfred Opitz (1943–2014), deutscher Maler, Romanist und Professor für deutsche und europäische Kulturgeschichte an der Neuen Universität Lissabon
- Ambros Opitz (1846–1907), österreichischer Theologe und Politiker

### B
- Bernhard Opitz (1936–2021), deutscher Arzt, Synodaler und Politiker

### C
- Christel Opitz, deutsche Rudersportlerin
- Christoph Opitz (1815–1885), deutscher Orgelbauer
- Claudia Opitz-Belakhal (* 1955), deutsche Historikerin

### D
- Detlef Opitz (* 1956), deutscher Schriftsteller
- Dietrich Opitz (1901–1992), deutscher Assyriologe

### E
- Eckardt Opitz (1938–2025), deutscher Historiker
- Ekkehart Opitz (* 1967), deutscher Autor, Schauspieler, Tourguide
- Erich Opitz (Mediziner, 1871) (1871–1926), deutscher Gynäkologe und Hochschullehrer
- Erich Opitz (Jurist) (1886–nach 1940), deutscher Jurist und Kommunalpolitiker
- Erich Opitz (Mediziner, 1909) (1909–1953), deutscher Physiologe und Hochschullehrer

### F
- Ferdinand Opitz (1885–1960), österreichischer Bildhauer
- Florian Opitz (* 1973), deutscher Dokumentarfilmregisseur, Autor und Journalist
- Franz K. Opitz (1916–1998), Schweizer Künstler
- Friedrich Opitz (Verbrecher) (1894–1937), deutscher Schwerverbrecher
- Friedrich Opitz (SS-Mitglied) (1898–1948), deutscher SS-Hauptsturmführer und Werksleiter im KZ Ravensbrück
- Friedrich August Gottlieb Opitz (1805–1857), deutscher Buchhändler und Verleger
- Friedrich Karl Opitz (1906–2009), deutscher römisch-katholischer Geistlicher und Chorbischof von Tiruvalla (Indien)
- Fritz Opitz (1898–1981), deutscher Maschinenbauingenieur und Hochschullehrer

### G
- Georg Opitz (Jurist) (1877–1970), deutscher Jurist und Aphorist
- Georg Opitz (Pädagoge) (Georg Kurt Walter Opitz; 1921–1987), deutscher Lehrer und Direktor des Bauhauses in Dessau
- Georg Emanuel Opiz (Georg-Ėmmanuėl Opic; Georg E. Opitz und Varianten; Pseudonym Bohemus; 1775–1841), habsburgisch-böhmischer Maler, Grafiker und Schriftsteller
- Gerhard Opitz (Finanzbeamter) (1924–2013), deutscher Finanzbeamter
- Gerhard Opitz (Maler, 1926) (1926–1978), deutscher Maler
- Gerhard Opitz (Maler) (1942–1999), deutscher Maler
- Gerhard Opitz (Mediziner) (* 1953), deutscher Mediziner
- Gottfried Opitz (1904–1976), deutscher Historiker
- Günter Opitz (Mathematiker) (1921–1991), deutscher Mathematiker und Hochschullehrer
- Günter Opitz (Hornist) (1928–2016), deutscher Hornist

### H
- Hans Opitz (Mediziner) (1888–1971), deutscher Pädiater und Hochschullehrer
- Hans-Georg Opitz (1905–1941), deutscher evangelischer Kirchenhistoriker
- Hans-Georg Opitz (Fußballspieler) (* 1958), deutscher Fußballspieler
- Hans-Joachim Opitz (1921–2018), deutscher Politiker
- Heike Opitz (* 1975), Hamburger Politikerin (GAL)
- Heinrich Opitz (auch Heinrich Opitius; 1642–1712), deutscher Theologe und Orientalist
- Heinrich Opitz (Philosoph) (1929–2018), deutscher marxistischer Philosoph
- Heinz Opitz (Polizeioffizier) (1928–2024), deutscher Offizier und Generalmajor der Volkspolizei
- Heinz Opitz (Ingenieur) (*  1937), deutscher Ingenieur und Hochschullehrer für Baumechanik und Festigkeitslehre
- Heinz-Eberhard Opitz (1912–1997), deutscher Offizier und Richter
- Hellmuth Opitz (* 1959), deutscher Schriftsteller
- Henning Opitz (1938–2023), deutscher Handballspieler, Funktionär, Schiedsrichter und Trainer
- Herwart Opitz (1905–1978), deutscher Ingenieur
- Hieronymus Opitz der Ältere (Opitius der Elter; 1519–1591), deutscher lutherischer Theologe
- Hugo Gottfried Opitz (1846–1916), deutscher Jurist und Politiker, MdL Königreich Sachsen

### I
- Ida Opitz (vor 1899–nach 1923), deutsche Politikerin (USPD)

### J
- John Marius Opitz (1935–2023), US-amerikanischer Humangenetiker und Hochschullehrer deutscher Abstammung
- Josua Opitz (auch Opitius oder Opicius; 1542–1585), deutscher Theologe und Pädagoge
- Julian Opitz (* 1982), deutscher Zeichner und Karikaturist

### K
- Karl Opitz (Verwaltungsjurist) (1864–1907), deutscher Landrat
- Karl Opitz (Politiker), deutscher Politiker (KP), Mitglied des Danziger Volkstages
- Klaus Opitz (1927–2021), deutscher Pharmakologe und Hochschullehrer
- Kurt Opitz (Agrarwissenschaftler) (1877–1958), deutscher Agrarwissenschaftler
- Kurt Opitz (Maler) (1887–1968), deutscher Maler und Grafiker
- Kurt Opitz (Politiker) (1918–2008), deutscher Politiker (SED)

### L
- Leon Opitz (* 2005), deutscher Fußballspieler
- Lucille Opitz (* 1977), deutsche Eisschnellläuferin, siehe Lucille Weber

### M
- Maria Opitz-Döllinger (1917–2007), deutsche Politikerin (ÖDP)
- Martin Opitz (1597–1639), deutscher Dichter
- Martina Opitz (* 1960), deutsche Leichtathletin
- Max Opitz (1890–1982), deutscher Politiker, Oberbürgermeister von Leipzig
- Michael Opitz (Literaturwissenschaftler) (* 1953), deutscher Literaturwissenschaftler und Herausgeber
- Michael Opitz (Fußballspieler) (* 1962), deutscher Fußballspieler
- Mila Opitz-Altherr (1903–1989), Schweizer Unternehmerin

### O
- Oliver G. Opitz (* 1968), deutscher Internist
- Otto Opitz (* 1939), deutscher Wirtschaftsmathematiker und Hochschullehrer

### P
- Paul Opitz (Beamter) (1897–nach 1967), deutscher Staatsbeamter
- Paul Friedrich Opitz (1684–1747), deutscher Orientalist
- Paul-Hermann Opitz (1917–2014), deutscher Musiklehrer, Chorleiter und Komponist
- Peter Opitz (Theologe) (* 1957), Schweizer Kirchenhistoriker
- Peter Opitz (Nordischer Kombinierer), deutscher Nordischer Kombinierer
- Peter J. Opitz (Peter Joachim Opitz; 1937–2025), deutscher Politikwissenschaftler

### R
- Reimon Opitz (1948–2010), deutscher Tierpfleger
- Reinhard Opitz (1934–1986), deutscher Sozialwissenschaftler
- Roland Opitz (1934–2015), deutscher Literaturwissenschaftler
- Rolf Opitz (Politiker) (1929–2006), deutscher Politiker (SED)
- Rolf Opitz (Unternehmer) (1942–2005), deutscher Unternehmer
- Rudi Opitz (1908–1939), deutscher Fotograf, Chemigraf und Widerstandskämpfer
- Rudolf Opitz (Paläontologe) (1890–1940), deutscher Paläontologe
- Rudolf Opitz (Pilot) (1910–2010), deutscher Segelflieger und Testpilot
- Rudolf Opitz (Politiker) (1920–1997), deutscher Politiker (FDP), MdB
- Rudolph Karl Friedrich Opitz (1735–1800), deutscher Arzt, Stadt- und Landphysikus sowie Hofrat

### S
- Simone Opitz (* 1963), deutsche Skilangläuferin
- Stephan Opitz (* 1951), deutscher Kulturwissenschaftler

### T
- Ted Opitz (* 1961), kanadischer Politiker
- Theodor Opitz (1820–1896), deutscher Publizist

### V
- Victoria Opitz (* 1988), US-amerikanische Ruderin

### W
- Walter Opitz (1929–2003), deutscher Maler, Grafiker und Schriftkünstler
- Werner Opitz (* 1948), österreichischer Schauspieler
- Wilhelm Opitz von Boberfeld (1941–2015), deutscher Agrarwissenschaftler
- Willi Opitz (1928–2011), deutscher Jurist und Generalmajor des MfS
- Wolfgang Opitz (1944–2023), deutscher Maler und Grafiker
- Wolfgang Opitz (Tänzer), deutscher Tänzer und Tanztrainer